# 하나님이 어디 있어요
"하나님이 어디 있어요"(Where Is God?)는 한국에서 제작된 최기풍 감독의 1991년 영화이다. 김성범 등이 주연으로 출연하였고 박종찬 등이 제작에 참여하였다.

## 출연

### 주연
- 김성범
- 황지현
- 김석태

### 조연
- 김성수
- 안혜리
- 남성훈
- 김민정
- 박부양
- 김경애

## 기타
- 원작자: 장길수
- 조명: 신학성
- 조감독: 박동원
- 조감독: 송영진
- 음향효과: 양대호